# Exelis
Exelis là một chi bướm đêm thuộc họ Geometridae.